# Koktejl (časopis)
Koktejl je český cestovatelský magazín založený šéfredaktorem Josefem Formánkem a tajemníkem Miroslavem Urbánkem vydávaný Czech Press spol. s r.o. Aktuálně je šéfredaktorkou Barbora Slavíková Literová.

## Historie
Miroslav Urbánek chtěl původně založit křížovkářský časopis vyplněný zajímavostmi ze světa o 8 stranách - 6 stran mělo být křížovkářských, 2 strany měly být vyplněné zajímavostmi. Oslovil Josefa Formánka ze severočeského Deníku a ten zprvu nechtěl "dávat své fotografie z Mexika do nějakého černobílého sešitku". Z vlastních úspor, 15 000,- od tety Miroslava Urbánka, s přispěním strýce Josefa Formánka a za vybraných 70 000,- za nasmlouvanou inzerci vyšlo první číslo v dubnu 1992 na 16 stranách novinového papíru. První číslo časopisu málem nevyšlo, neboť první podklady k tisku byly zhotoveny na formát o 5 cm větší, než byl schopen vytisknout tiskařský stroj.
Zpočátku obsahoval křížovky, rébusy, doplňovačky, komiks a témata byla i necestovatelská. Postupně se časopis rozšiřoval, v září 1993 dostal časopis novou tmavě zelenou moderní grafiku a poprvé se objevilo logo s planetou Zemí, které se v určitých proměnách objevuje dodnes.
Časopis pořádal akci Konec Trabantů v Čechách aneb 24 minut Le Most po vzoru známého závodu v Le Mans. Vítězný trabant byl později rozsekán na trsátka. Řidiči byli známé české osobnosti.

## O názvu časopisu
V říjnu 1991 se budoucí šéfredaktor s budoucím grafikem bavili o názvu časopisu při popíjení koktejlu Manhattan. Po pátem Manhattanu se grafik zeptal:
A co kdyby se ten časopis jmenoval Manhattan?
Šéfredaktor oponoval:
To už je lepší Koktejl - Koktejl všech barev, vůní a chutí života.

## Motto časopisu
Magazín Koktejl by měl být jako jedinečná a nikdy nekončící kniha o tomto světě pravdivě psána tak, aby umožnila každému porovnat vlastní pohled na přítomnost s celkovým obrazem Země ve všech jejích barvách, vůních a pocitech.

## Vývoj časopisu Koktejl

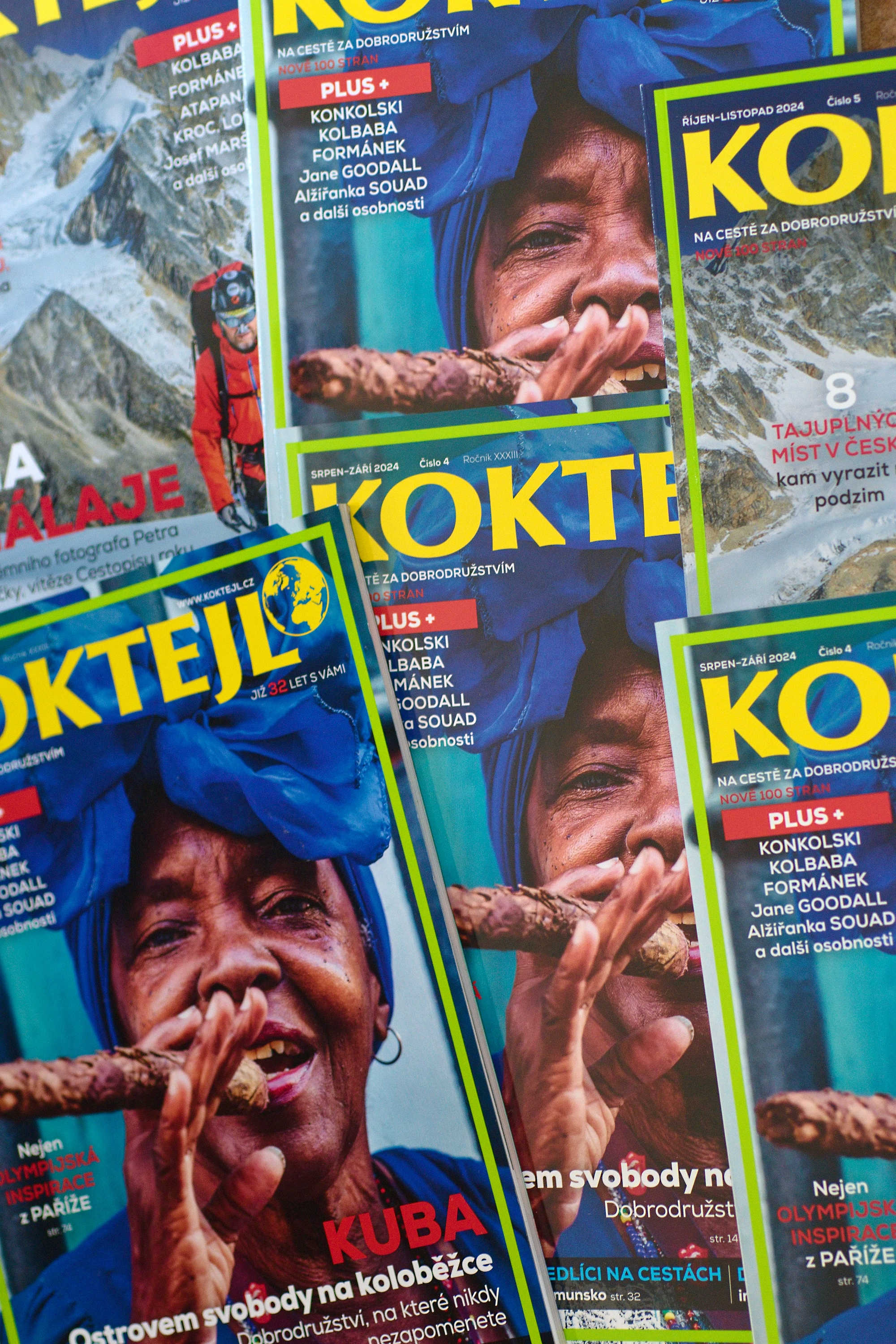
Magazín Koktejl na podzim roku 2024

- Magazín Koktejl na podzim roku 2024duben 1992 – 16 stran na novinovém papíře
- červenec 1992 – 32 stran na novinovém papíře
- červen 1993 – nová zelená grafika, tisk na lesklý papír, poprvé logo časopisu s planetou Zemí, rozměr A4, počet stran 52
- duben 1994 – 100 stran
- říjen 1994 – 116 stran, přibývá stálá součást časopisu Planeta Země, později pravidelně 150 stran
- 1995 – přibývá stálá součást časopisu Styl
- duben 1995 – 192 stran, první časopis v Evropě s trojrozměrným hologramem, poprvé rozkládací obrazové přílohy
- od září 1995 do března 1996 vychází na pokračování do té doby nepublikovaný román Arnošta Lustiga Krásné Zelené Oči.
- od září 1996 do prosince 1996 rozšířená čísla - přibližně 250 stran
- od ledna 1997 průměrně 200 stran
- duben 1997 – 362 stran
- 2002 – začal časopis vycházet ve 2 formátech (A4 a A5)
- 2021 – začíná vycházet časopis již jen jako dvouměsíčník
- červen-červenec 2022 – 92 stran
- na přelomu let 2023/24 začal vycházet pod hlavičkou nakladatelství Vltava Labe Media[2]
- 14. února 2024 se spustila aktualizovaná verze webových stránek[3], kde se denně objevuje – 8 materiálů (o víkendech a svátcích méně)

## Výběr z osobností pracujících na časopisu Koktejl
- Josef Formánek - bývalý šéfredaktor
- Barbora Slavíková Literová - šéfredaktorka
- Topi Pigula[4]

### Redakční rada
- Josef Formánek
- Radek John
- Josef Klíma
- Jiří Kolbaba
- Leoš Šimánek

### Síň slávy
- Miloslav Stingl
- Miroslav Zikmund

- Jarmila Strnadová - korektury
- Jiří Škoda - sazba

### Dřívější spolupracovníci
- Libor Michalec
- Jiří Bálek
- Diana Reynolds – dopisovatelka (USA)
- Josef Sloup – fotoreportér a reportér
- Rostislav J. Pech - autor grafiky 1. čísla časopisu, kreslený humor
- Richard Köhler
- Miroslav Urbánek – tajemník redakce
- Vladimír Páral – literární poradce
- Václav Upír Krejčí – reportér
- Roman Cílek – retroreportáže
- Carola Biedermannová – feministické okénko
- Josef Náhlovský – v tiráži uveden jako čestný redakční radil[1]
- Rudolf Švaříček
- Jiří Hanzelka
- Arnošt Lustig